# Michael Stewart (Politiker)

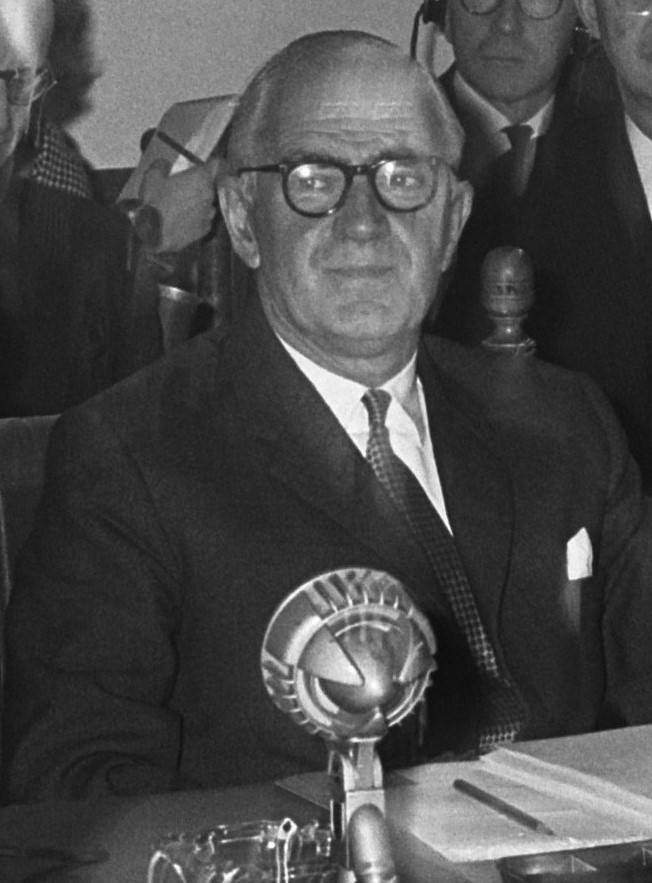
Michael Stewart

Robert Maitland Michael Stewart, Baron Stewart of Fulham (* 6. November 1906 in Bromley, London; † 13. März 1990 in London) war ein britischer Politiker (Labour).

## Leben
Michael Stewart war von 1945 bis 1955 Abgeordneter im Unterhaus für den Bezirk Fulham East und von 1955 bis 1979 für Fulham. 1964 wurde Stewart Bildungsminister und war dies, mit kurzfristiger Unterbrechung im Jahr 1965 (als er für einige Monate das Außenamt leitete), bis 1968. Danach wurde er erneut Außenminister und blieb dies bis 1970. Im Juli 1979 wurde er mit dem Titel Baron Stewart of Fulham, of Fulham in Greater London, zum Life Peer erhoben und gehörte fortan dem Oberhaus an.

## Schriften
- The Forty Hour Week (Fabian Society) 1936.
- Bias and Education for Democracy. 1937.
- The British Approach to Politics. 1938.
- Modern Forms of Government. 1959.
- Fabian Freeway Rose L. Martin. 1966.
- Life and Labour. 1980 (Autobiografie).
- European Security: the case against unilateral nuclear disarmament. 1981.